# Ferrer (dominic)
Ferrer o Ferrarius Catalanus, (Vilallonga de la Salanca, ~ 1200 - després del 1278) va ser un frare dominicà i filòsof nascut a la Catalunya del Nord.

## Biografia
Fundà el convent dominicà de Narbona el 1229. Posteriorment, dirigí el tribunal de la Inquisició que jutjà els càtars capturats a Montsegur, com ho registren les deposicions del senyor del castell, Ramon de Perella, del 30 d'abril i el 9 de maig del 1244. Semblaria que l'actuació de Ferrer com a inquisidor li valgué el malnom d'haereticorum terror.
L'any 1252 era prior del convent de Carcassona. Entre el 1272 i el 1278 ensenyà teologia a París, al convent de Saint-Jacques, i a aquesta ciutat fou alumne de sant Tomàs d'Aquino, a qui succeí en la càtedra. Ferrarius volgué fer una síntesi entre l'augustinisme clàssic i la contemporània escolàstica mitjançant una decidida apologia del pensament tomista, una evolució que acabà dominant el pensament de l'orde dominicà.
Participà en una disputa quodlibetal, conservada en el manuscrit Quaestio disputata. Ens han arribat diversos quòdlibets i sermons seus.

## Obres
- Quodlibet I (ca 1276)
- Quodlibet II (ca 1277)
- Quaestio disputata Quaestio est fr. Ferrarii Iacobite (incipit: Utrum primi motus vel cogitatio de re illicita sit peccatum...)
- Quodlibet[6]